# Boscaler cuallarg
El boscaler cuallarg (Locustella caudata) és una espècie d'ocell de la família dels locustèl·lids (Locustellidae). És endèmic de les Filipines. Habita els boscos tropicals i subtropicals de frondoses humits de les terres baixes i de l'estatge montà. El seu estat de conservació es considera de risc mínim.